# Vlag van Bermuda
De vlag van Bermuda is in gebruik sinds 4 oktober 1910. De vlag is een rood Brits vaandel met het wapen van Bermuda (een rode leeuw die een schild met een zinkend schip vasthoudt). Bermuda gebruikt naast deze vlag een dienstvlag ter zee, gebaseerd op het blauwe Britse vaandel. In 1999 is het ontwerp van beide vlaggen gewijzigd: het wapen is sindsdien groter afgebeeld.

Standaard van de Gouverneur van Bermuda
?1875-1910
?1910–1999
?Dienstvlag ter zee 1910–1999

In 2002 stelde James B. Minahan in zijn "Encyclopedia of the Stateless Nations" een ontwerp voor dat hij "de Bermudiaanse Nationale Vlag" noemde. Hij stelt dat dit voorstel bedoeld is om Bermuda een nationaal symbool te geven zodra het onafhankelijk wordt van het Verenigd Koninkrijk.

Onafhankelijk voorstel voor Bermuda (2002)